# Riluzol
Riluzolul (cu denumirea comercială Rilutek) este un medicament utilizat în tratamentul sclerozei laterale amiotrofice (SLA), având ca scop prelungirea duratei de supraviețuire a pacienților. Calea de administrare disponibilă este cea orală.